# Кралски военноморски сили (Великобритания)
Кралските военноморски сили (на английски: Royal Navy), са вид въоръжени сили на Обединеното кралство Великобритания и Северна Ирландия, основната част от Морската служба на Негово Величество (His Majesty's Naval Service). Чисто церемониално Кралските ВМС са считани за старшия вид въоръжени сили на Кралството (the Senior Service).

## Командване
Кралският военноморски флот на Великобритания е под управлението на Министерството на отбраната. До 1964 г. тази функция се изпълнява от Британското Адмиралтейство, но след това то е включено в Министерството на отбраната. Висш орган за управление на флота е Комитетът на Адмиралтейството, съставен от т.нар. лордове на Адмиралтейството и с председател първия лорд на Адмиралтейството, който е едновременно държавен секретар по отбраната (еквивалент на министър на отбраната) и е граждански лице, депутат в парламента и като правило член на управляващата партия. Останалите членове на Комитета имат специфични длъжности, като до 1964 г. в Комитета са влизали от 9 до 15 члена в зависимост от обстановката: първи лорд на Адмиралтейството (военноморски министър), първи морски лорд (началник на главния морски щаб), втори морски лорд (началник на личния състав на флота), трети морски лорд (началник на корабостроенето и въоръжението на флота), четвърти морски лорд (началник на снабдяването и транспорта на флота), пети морски лорд (началник на морската авиация).
След 1964 Комитетът се състои от 4 министри – граждански лица и (като правило) 7 редови членове, с 1 изключение – професионални военни моряци.

## Структура
Чисто формално Кралските ВМС включват единствено бойните кораби, подводниците, военноморската авиация и персонала, който пряко е ангажиран с техните оперативни функции – корабният личен състав, Кралските военноморски инженери, военномедицинският персонал, обслужващ личния състав и персоналът на военноморските бази и военноморските авиостанции. Кралските морски пехотинци (Royal Marines) са считани за самостоятелен род войски, интегриран в структурата на военноморската служба. Кралският спомагателен флот (Royal Fleet Auxiliary (RFA)) представлява цивилна организация (личният му състав формално се числи към търговския флот, но негов работодател, както и корабособственик се явява Министерството на отбраната (Ministry of Defence (MoD)) на Обединеното Кралство). В състава му влизат универсални снабдителни кораби, танкери, медицински кораби, кораб – плаваща работилница, спомагателен кораб за обучение на военноморската авиация и дори спомагателни десантни кораби (десантните кораби, които се очаква да осигурят първата вълна на морски десант и се очаква да попаднат под вражески обстрел влизат в състава на Кралските ВМС, а корабите от втората вълна, които да стоварят личен състав, техника и материали веднъж, щом е осигурено предмостие на брега се числят към Кралския спомагателен флот). Със същия статут (цивилен личен състав, кораби собственост на МО) се ползва Хидрографският офис на Обединеното Кралство (United Kingdom Hydrographic Office).
Министерство на отбраната (Ministry of Defence (MoD))
Военноморска комисия (Navy Board)
Военноморската комисия ръководи функционирането на Морската служба (ВМС, Кралските морски пехотинци и останалите служби).
- Първи морски лорд и Началник на Военноморския щаб (First Sea Lord & Chief of Naval Staff) (адмирал) (председател)

- Втори морски лорд и Заместник-началник на Военноморския щаб (Second Sea Lord & Deputy Chief of Naval Staff) (вицеадмирал)

- Командир на флота (Fleet Commander) (вицеадмирал)

- Помощник-началник на Военноморския щаб по политиките (Assistant Chief of Naval Staff (Policy)) (контраадмирал)
- Финансов директор на ВМС (Finance Director (Navy)) (цивилно лице)
- Неизпълнителен директор (Non-Executive Director) (главен одитор на ВМС)
- Неизпълнителен директор (Non-Executive Director)

ВОЕННОМОРСКИ КОМАНДЕН ЩАБ (Navy Command Headquarters (NCHQ))
Военноморският команден щаб е висшата военна организация за бойната готовност на военноморските сили и останалите структури на Военноморската служба.
- Първи морски лорд и Началник на Военноморския щаб (First Sea Lord & Chief of Naval Staff) (адмирал) (председател)

- Втори морски лорд и Заместник-началник на Военноморския щаб (Second Sea Lord & Deputy Chief of Naval Staff) (вицеадмирал)

- Командир на флота (Fleet Commander) (вицеадмирал)
  - Боен щаб на флота (Fleet Battle Staff (UK Maritime Battle Staff (UKMARBATSTAFF))
    - Контраадмирал подводници (Rear Admiral Submarines, той е и командващ офицер за Шотландия и Северна Ирландия (Flag Officer Scotland and Northern Ireland) (контраадмирал)
    - Командир на морските сили на Обединеното Кралство (Commander United Kingdom Maritime Forces (COMUKMARFOR)) (контраадмирал)
      - Командир на авионосната ударна група (Commander Carrier Strike Group (COMCSG)) (комодор)
      - Командир на амфибийната оперативна група (Commander Amphibious Task Group (COMATG)) (комодор)

    - Командир на амфибийните сили на Обединеното Кралство (Commander United Kingdom Amphibious Forces (COMUKAMPHIBFOR)) (той е Генерал-комендант на Кралските морски пехотинци (Commandant General Royal Marines) със звание генерал-майор)
      - Командир на 3-та Бригада командос на морската пехота (Commander 3 Commando Brigade)

  - Офицер командващ морската подготовка (Flag Officer Sea Training (FOST), той е Началник-щаб по обучението (Chief of Staff (Training) със звание контраадмирал)
  - (Maritime Warfare Centre (MWC))

КОМАНДВАНЕ НА СЪВМЕСТНИТЕ СИЛИ (Joint Forces Command (JFC))
Командването на съвместните сили има оперативен контрол над операциите на въоръжените сили (с изключение на стратегическия ядрен компонент, операциите в Северна Ирландия и операциите по поддръжка на полицейските служби).
Командващ съвместните операции (генерал-лейтенант (на Британската армия или Кралските морски пехотинци), вицеадмирал (на Кралските ВМС) или въздушен маршал (на Кралските ВВС))
- Постоянен съвместен щаб (Permanent Joint Headquarters (PJHQ))
  - Началник-щаб по операциите (Chief of Staff (Operations))
  - 9 щабни отдела

ВОЕННОМОРСКА СЛУЖБА НА НЕЙНО ВЕЛИЧЕСТВО (Her Majesty's Naval Service)
- Кралски военноморски сили (Royal Navy (RN))
  - Надводен флот (SURFACE FLEET)
    - Командир на морските сили на Обединеното Кралство (Commander United Kingdom Maritime Forces (COMUKMARFOR)) (контраадмирал)

  - Подводна служба (SUBMARINE SERVICE)
    - Контраадмирал подводници (Rear Admiral Submarines, той е и командващ офицер за Шотландия и Северна Ирландия (Flag Officer Scotland and Northern Ireland) (контраадмирал)

  - Флотски въздушни сили (FLEET AIR ARM)
    - Контраадмирал флотски въздушни сили (Rear Admiral Fleet Air Arm)

  - спомагателни служби
  - резерв

- Кралски морски пехотинци (Royal Marines (RM))
  - 3-та Бригада командос (3 Commando Brigade (3 Cmdo Bde))
  - Специална лодъчна служба (Special Boat Service (SBS)) (само фомално част от МП, специални сили)
  - Тренировъчен център командос на Кралските морски пехотинци (Commando Training Centre Royal Marines (CTCRM))
  - резерв

- спомагателни структури на Министерството на отбраната:
  - Кралски спомагателен флот (Royal Fleet Auxiliary (RFA))
  - Хидрографски офис на Обединеното Кралство (United Kingdom Hydrographic Office)
  - Отбранително оборудване и поддръжка (Defence Equipment and Support (DE&S))

## Флот
ВОЕННОМОРСКА БАЗА НА НЕЙНО ВЕЛИЧЕСТВО ПОРТСМЪТ – „СТАНЦИЯ НА НЕЙНО ВЕЛИЧЕСТВО НЕЛСЪН“ (HMNB Portsmouth – „HMS Nelson“)
Портсмътска флотилия (Portsmouth Flotilla) (оглавявана от комодор)
- Самолетоносачи клас „Куийн Елизабът“ – (2)
  - HMS Queen Elizabeth (R08) – в ходови изпитания
  - HMS Prince of Wales (R09) – в строеж
- Разрушители клас „Деринг“ (тип 45) – (6)
  - HMS Daring (D32), HMS Dauntless (D33), HMS Diamond (D34), HMS Dragon (D35), HMS Defender (D36), HMS Duncan (D37)
- Фрегати клас „Дюк“ (тип 23) – (6)
  - HMS Kent (F78), HMS St Albans (F83), HMS Lancaster (F229), HMS Iron Duke (F234), HMS Westminster (F237), HMS Richmond (F239)
- Минни ловци клас „Хънт“ – (8)
  - Ledbury (M30), Cattistock (M31), Brocklesby (M33), Middleton (M34), Chiddingfold (M37), Atherstone (M38), Hurworth (M39), Quorn (M41)
- Патрулни кораби клас „Ривър“ – (4)
  - Tyne (P281), Severn (P282), Mersey (P283), Clyde (P257)
- Патрулни катери клас „Симитар“ – (2)
  - HMS Scimitar (P284), HMS Sabre (P285)
- Южна водолазна група (Southern Diving Group)
  - Южно водолазно подразделение 2 (Southern Diving Unit Two (SDU2))
- Флотски водолазни подразделения 1, 2 и 3 (Fleet Diving Units 1, 2 & 3)

ВОЕННОМОРСКА БАЗА НА НЕЙНО ВЕЛИЧЕСТВО ДЕВЪНПОРТ – „СТАНЦИЯ НА НЕЙНО ВЕЛИЧЕСТВО ДРЕЙК“ (HMNB Devonport – „HMS Drake“)
Девънпортска флотилия (Devonport Flotilla) (оглавявана от комодор)
- Амфибиен десантен вертолетоносач
  - HMS Ocean (L12)
- Амфибийни кораби-докове клас „Албиън“ – (2)
  - HMS Albion (L14), HMS Bulwark (L15)
- Стратегически атомни подводници клас „Вангард“ – (1)
  - HMS Vengeance (S31) (в процес на модернизация, постоянната база е Клайд в Шотландия)
- Ударни атомни подводнизи клас „Трафалгар“ – (4)
  - HMS Torbay (S90), HMS Trenchant (S91), HMS Talent (S92), HMS Triumph (S93)
- Фрегати клас „Дюк“ (тип 23) – (7)
  - HMS Portland (F79), HMS Sutherland (F81), HMS Somerset (F82), HMS Argyll (F231), HMS Monmouth (F235), HMS Montrose (F236), HMS Northumberland (F238)
- Арктически патрулен кораб
  - HMS Protector (A173)
- Океанографски кораб
  - HMS Scott (H131)
- Хидрографски кораби клас „Еко“ – (2)
  - HMS Echo (H87), HMS Enterprise (H88)
- Хидрографски катер
  - HMSML Gleaner (H86)
- Южна водолазна група (Southern Diving Group)
  - Южно водолазно подразделение 1 (Southern Diving Unit One (SDU2))

ВОЕННОМОРСКА БАЗА НА НЕЙНО ВЕЛИЧЕСТВО КЛАЙД – „СТАНЦИЯ НА НЕЙНО ВЕЛИЧЕСТВО НЕПЧЮН“ (HMNB Devonport – „HMS Neptune“)
Фаслейнска флотилия (Faslane Flotilla) (оглавявана от комодор)
- Стратегически атомни подводници клас „Вангард“ – (4)
  - HMS Vanguard (S28), HMS Victorious (S29), HMS Vigilant (S30) – на служба
  - HMS Vengeance (S31) – в Девънпорт за модернизация
- Ударни атомни подводници клас „Астют“ – (4 от 7)
  - HMS Astute (S119), HMS Ambush (S120), HMS Artful (S121) – на служба
  - HMS Audacious (S122) – в ходови изпитания
  - HMS Anson (S123), HMS Agamemnon (S124) – в строеж
  - HMS Ajax (S125) – поръчана
- Минни ловци клас „Сандаун“ (1-ва Ескадра противоминни кораби – 1 MCM Squadron) – (7)
  - HMS Penzance (M106), HMS Pembroke (M107), HMS Grimsby (M108), HMS Bangor (M109), HMS Ramsey (M110), HMS Blyth (M111), HMS Shoreham (M112)
- Патрулни катери клас „Арчър“ (Фаслейнска ескадра патрулни катери – Faslane Patrol Boat Squadron) – (2)
  - HMS Tracker (P274), HMS Raider (P275)
- Северна водолазна група (Northern Diving Group)
  - Северно водолазно подразделение 1 (Northern Diving Unit One (NDU1))
  - Северно водолазно подразделение 2 (Northern Diving Unit Two (NDU2))

Флотилиите не са оперативни съединения. Те са административни подразделения. Докато корабите са в базата, те съставляват част от флотилията и са подчинени на командира на флотилията.

## Военноморска авиация
Авиацията на Кралските военноморски сили е самостоятелен род войски в състава им. Оглавява е контраадмирал, базиран във Военноморския команден щан в Нортууд с официална длъжност „Контраадмирал на флотския въздушен корпус“ (Rear Admiral Fleet Air Arm). Означението „Флотски въздушен корпус“ (Fleet Air Arm) следва британската традиция във военните науки. Във въоръжените сили на Обединеното кралство съществува разграничението между боен корпус („arm“) и спомагателна служба („service“) като роде войски. В годините на Първата световна война Кралските военноморски сили формират собствена авиация под означението Кралска военноморска въздушна служба (Royal Naval Air Service). По това време като основна нейна функция се е разглеждало въздушното разузнаване (спомагателна функция) и по тази причина е означена „служба“ (service). След войната службата се влива в новосформираните самостоятелни Кралски военновъздушни сили (третият вид въоръжени сили след Кралските ВМС и Британската армия). Когато през 1937 г. Кралските ВМС си възвръщат контрола над военноморската авиация вече са утвърдени бойните функции на морската авиация по ПВО на флота, удари по надводни кораби, ПЛО, авиоподдръжка на морската пехота. Така е въведено принципно ново означение „Флотски въздушен корпус“ (Fleet Air Arm, флотски, защото бойните му подразделения са включени в състава на съединенията на Флота, корпус, защото има бойни функции).
КРАЛСКА ВОЕННОМОРСКА АВИАЦИОННА СТАНЦИЯ ЙОВИЛТЪН – „СТАНЦИЯ НА НЕЙНО ВЕЛИЧЕСТВО ХЕРОН“ (RNAS Yeovilton – „HMS Heron“)
- 815-а Военноморска авиоескадрила (815 Naval Air Squadron) – Wildcat HMA.2 – противолодъчна отбрана на фрегати
- 825-а Военноморска авиоескадрила (825 Naval Air Squadron) – Wildcat HMA.2 – противолодъчна отбрана на фрегати
- Вертолетен отряд командос / Обединено вертолетно командване (Commando Helicopter Force (CHF)/ Joint Helicopter Command (JHC)) – предназначението на Вертолетния отряд командос е авиационната поддръжка на 3-та Бригада командос на морската пехота и Специалната лодъчна служба. Отрядът е в оперативно подчинение на Обединеното вертолетно командване, което е армейски дивизионен еквивалент и включва полкове на армейската авиация и ескадрили на Кралските военновъздушни сили.
  - 845-а Военноморска авиоескадрила (845 Naval Air Squadron) – Merlin HC.3/HC.3A – тактически вертолетен авиотранспорт
  - 846-а Военноморска авиоескадрила (846 Naval Air Squadron) – Merlin HC.3/HC.3A – тактически вертолетен авиотранспорт, обучение на екипажи
  - 847-а Военноморска авиоескадрила (847 Naval Air Squadron) – Wildcat AH.1 – тактическо разузнаване, огнева поддръжка, десантиране на специални сили
- Авиозвено А на 736-а Военноморска ескадрила ('A' Flight, 736 Naval Air Squadron) – Hawk T.1/T.1A – обучение на бойни контрольори
- 727-а Военноморска авиоескадрила (727 Naval Air Squadron) – Tutor T.1 – ескадрила за мотивационни полети и селекция
- Историческо авиозвено на Кралските ВМС (Royal Navy Historic Flight) – включва стари модели самолети на флотската авиация

КРАЛСКА ВОЕННОМОРСКА АВИАЦИОННА СТАНЦИЯ КЪЛДРОУЗ – „СТАНЦИЯ НА НЕЙНО ВЕЛИЧЕСТВО СИЙХОУК“ (RNAS Culdrose – „HMS Seahawk“)
- 736-а Военноморска авиоескадрила (736 Naval Air Squadron) – Hawk T.1/T.1A – симулиране на авиационни удари по флота
- 814-а Военноморска авиоескадрила (814 Naval Air Squadron) – Merlin HM.2 – противолодъчна отбрана
- 820-а Военноморска авиоескадрила (820 Naval Air Squadron) – Merlin HM.2 – противолодъчна отбрана
- 829-а Военноморска авиоескадрила (829 Naval Air Squadron) – Merlin HM.2 – противолодъчна отбрана
- 824-та Военноморска авиоескадрила (824 Naval Air Squadron) – Merlin HM.2 – противолодъчна отбрана (учебна и изпитателна ескадрила)
- 736-а Военноморска авиоескадрила (849 Naval Air Squadron) – Sea King ASaC.7 – далечно радиолокационно откриване и управление
- 750-а Военноморска авиоескадрила (750 Naval Air Squadron) – Avenger T.1 – обучение на бордни техници и оператори
- 700-тна (експериментална) Военноморска авиоескадрила (700X Naval Air Squadron) – Scan Eagle RM.1 – разузнавателни БЛА
- Спомагателен отряд на морската авиация (Maritime Aviation Support Force (MASF)) – логистична летищна ескадрила

ВОЕННОМОРСКА БАЗА НА НЕЙНО ВЕЛИЧЕСТВО ПОРТСМЪТ – „СТАНЦИЯ НА НЕЙНО ВЕЛИЧЕСТВО НЕЛСЪН“ (HMNB Portsmouth – „HMS Nelson“)
- 1710-а Военноморска авиоескадрила (1710 Naval Air Squadron) – ремонт на летателни апарати, аварирали по цялото земно кълбо, модификации на конструкции

АВИОСТАНЦИЯ НА КРАЛСКИТЕ ВВС МАРХЕМ (RAF Marham)
- (809-а Военноморска авиоескадрила (809 Naval Air Squadron) – F-35B – палубни изтребители. Когато авиацията на Кралските ВМС възстанови изтребителната си авиация, тя няма да бъде базирана в Йовилтън както ескадрилите със Sea Harrier, а в авиостанцията на Кралските ВВС Мархем, за икономия на разходите за модернизация на инфраструктурата за базиране и поддръжка, както и за обучение. Първата изтребителна авиоескадрила на флотската авиация ще бъде 809-а, но е планирано тя да бъде формирана едва през 2023 г.)

АВИОСТАНЦИЯ НА КРАЛСКИТЕ ВВС ШОУБЪРИ (RAF Shawbury)
- Вертолетно летателно училище на отбраната (Defence Helicopter Flying School) (училището обучава пилоти на вертолети за трите вида въоръжени сили и включва ескадрили от Кралските ВВС, армейската и флотската авиация)
  - 705-а Военноморска авиоескадрила (705 Naval Air Squadron) – Squirrel HT.1/ HT.2 – обучение на пилоти на вертолети

АВИОСТАНЦИЯ НА КРАЛСКИТЕ ВВС БАРКСТЪН ХИЙТ (RAF Barkston Heath)
- Начално летателно училище на отбраната (Defence Elementary Flying Training School) (училището обучава пилоти за трите вида въоръжени сили и включва ескадрили от Кралските ВВС, армейската и флотската авиация)
  - 703-та Военноморска авиоескадрила (703 Naval Air Squadron) – Tutor T.1 – начално летателно обучение на пилоти